# Juana Acosta
Juana Acosta Restrepo (Cali, Valle del Cauca, Colombia, 28 de noviembre de 1976) es una actriz colombo-española. Reside en España, donde ha transcurrido gran parte de su carrera interpretativa. Es hermana de Valentina Acosta, también actriz.

## Biografía
Juana Acosta Restrepo nació el 28 de noviembre de 1976 en Buga, Colombia pero se crio en Cali. Tiene cuatro hermanos del primer matrimonio de su padre y una hermana de doble vínculo, Valentina Acosta. Sus padres se separaron cuando tenía 6 años y ella y su hermana se criaron con su madre, Marta Lucía Restrepo. Su madre tenía una agencia de viajes, y eso le dio la oportunidad de viajar con asiduidad. Su padre fue asesinado en Colombia cuando ella tenía 16 años.
Estudió la carrera de Bellas artes en Colombia, pero pronto decidió que quería ser actriz. Se trasladó a España para estudiar interpretación en la Escuela de Juan Carlos Corazza de Madrid. Empezó su carrera como actriz en telenovelas y películas de televisión colombianas como Es mejor ser rico que pobre (1999), La dama del pantano (1999) y La reina de Queens (2000), entre otras.
En 2000 se instaló en España para trabajar como actriz, el año siguiente su madre, y más tarde su hermana se instalaron en España. En Madrid fue donde conoció al actor Ernesto Alterio, que más tarde se convertiría en su marido y padre de su única hija. Su madre también se emparejaría en España, pero su hermana Valentina regresaría a Colombia, donde es una conocida actriz.
En España comenzó participando en diversas series de ámbito nacional con papeles secundarios como Policías, en el corazón de la calle (2001-2002) y Javier ya no vive solo (2002).
En 2005 formó parte de elencos de distintas películas y TV movies como Diario de un skin, Los dos lados de la cama y A golpes, entre otras.
En 2007 se incorporó a la segunda temporada de la serie de Cuatro Génesis: En la mente del asesino. Al año siguiente se unió al reparto de la decimoquinta temporada de la serie médica de Telecinco Hospital Central, donde interpretó a la residente Sofía Carrillo.
En 2010 participó en el telefilme de dos episodios Adolfo Suárez, el presidente, un biopic sobre la vida del que fuese el primer  presidente del gobierno español democrático después de la dictadura franquista: Adolfo Suárez. También ese año se embarcó en la película para televisión Carlos, un proyecto de Canal+ Francia y otros medios que narraba la vida de Ilich Ramírez Sánchez, un revolucionario venezolano que fue uno de los fugitivos internacionales más buscados hasta su detención en 1994. Además estrenó la comedia Una hora más en Canarias junto a Angie Cepeda y Quim Gutiérrez.
Durante 2011 participó en la serie de Canal+ España Crematorio y en la serie de Antena 3 Hispania, la leyenda. También ese año rodó El cartel de los sapos dirigida por Carlos Moreno.
En 2013 se puso en la piel de Malena Oquendo para protagonizar junto a Alexandra Jiménez y Nausicaa Bonnín la serie Familia de Telecinco. Debido a sus bajos datos de audiencia solo contó con una temporada. Además estrena las películas Libertador y 11.6 de Alberto Arvelo y Philippe Godeau respectivamente.
En 2014 fue una de las incorporaciones de la segunda temporada de Velvet. Interpretó a Sara Ortega durante ocho episodios de la segunda y tercera temporada de la serie. Su personaje era una mujer de negocios en un mundo de hombres, una avanzada a su tiempo.
2015 fue un gran año profesional para ella, llegó a estrenar hasta 3 películas. En abril protagonizó el telefilm Santuario, una producción francesa en la que interpretó a Yoyes, una dirigente del grupo ETA que fue asesinada por sus compañeros tras distanciarse de la organización. Esta interpretación le valió el Premio a mejor actriz protagonista en el Festival Internacional de Programas Audiovisuales de Biarritz. También ese año protagonizó, junto a Adriana Ugarte, Tiempo sin aire, una película dirigida por Samuel Martín Mateos y Andrés Luque Pérez. Además volvió a su país natal, Colombia, para encabezar el reparto de la producción franco-colombiana Anna dirigida por Jacques Toulemonde. Por esta película consiguió una nominación a mejor actriz protagonista en los premios Fénix de cine Iberoamericano y también una mención especial del jurado en el Festival de cine colombiano de Nueva York. En la televisión, participó en dos capítulos de la primera temporada de la producción europea (coproducción entre Reino Unido y Francia) The Last Panthers del director Jack Thorne y en la miniserie coproducida entre Italia y España La dama velada.
Siguiendo la corriente del año anterior, 2016 también fue un año lleno de proyectos para Juana Acosta. En junio estrenó Acantilado, película dirigida por Helena Taberna basada en la novela de Lucía Etxebarria El contenido del silencio, que protagonizó junto a Daniel Grao e Ingrid García-Jonsson. En septiembre se estrenó, durante el Festival de cine de San Sebastián, la película Vientos de La Habana del director Félix Viscarret. En octubre estrenó la primera película de Netflix España junto a Paco León y Àlex Brendemühl, 7 años dirigida por Roger Gual.

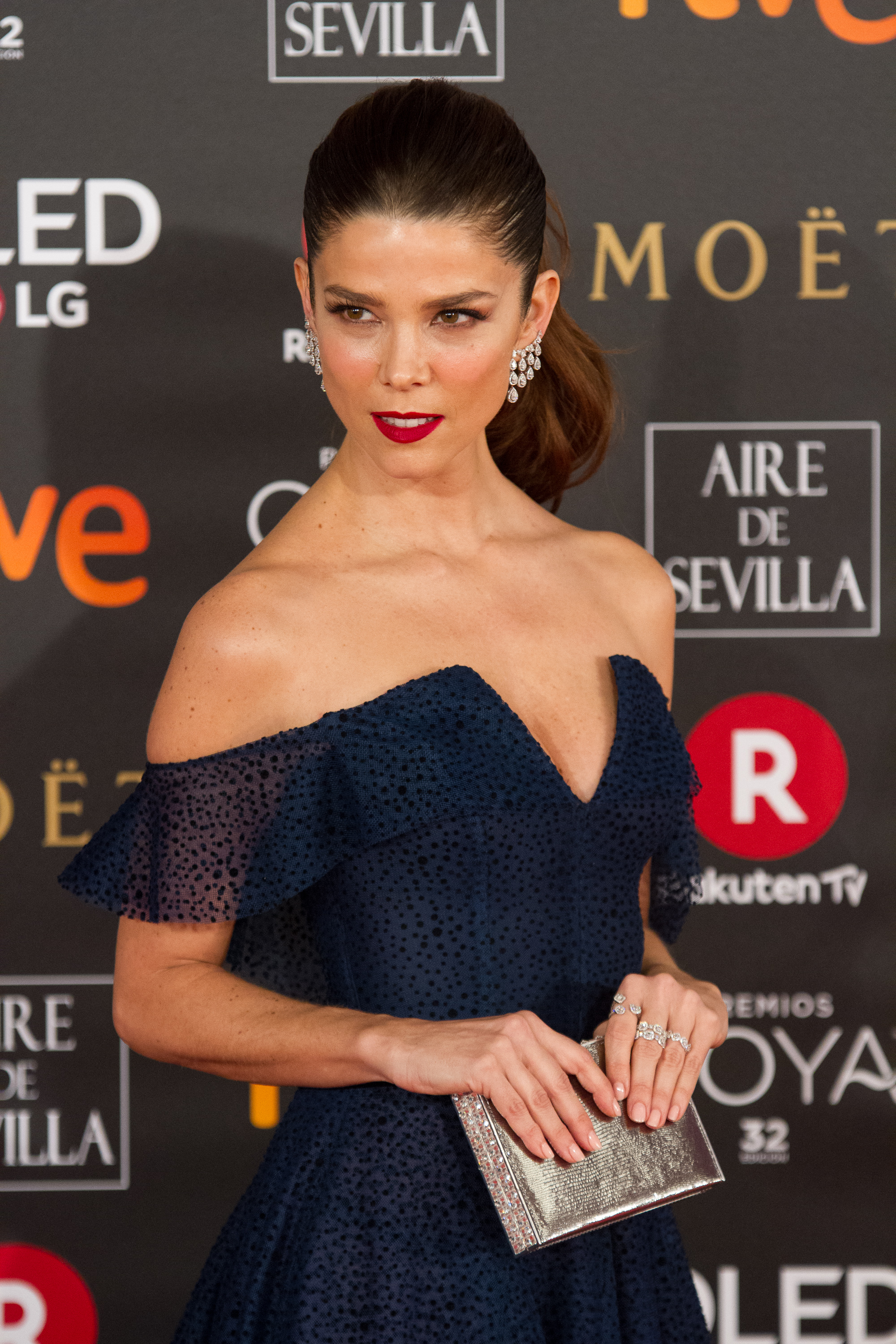
Juana Acosta en los Premios Goya 2018

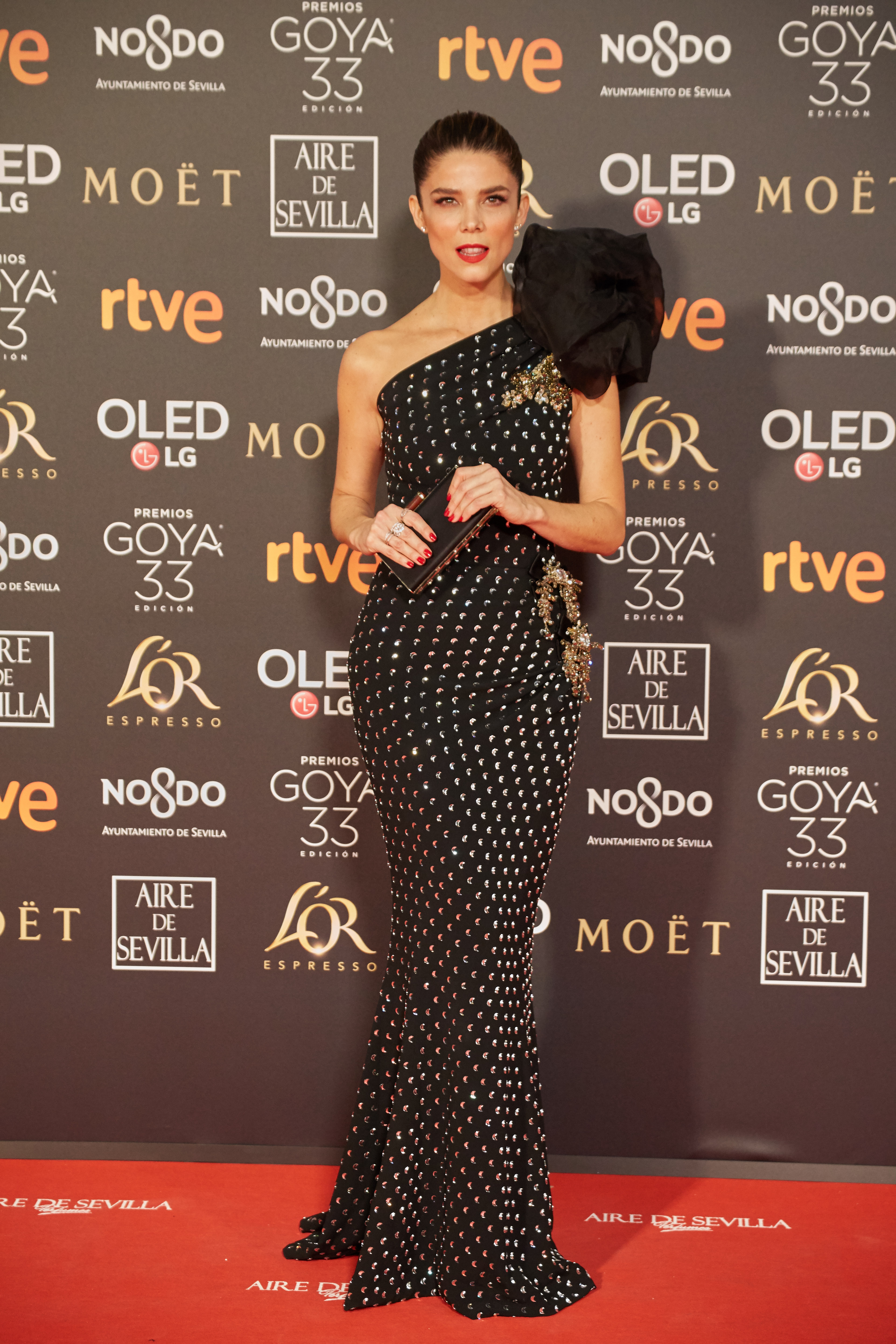
Juana Acosta en los Premios Goya 2019

En 2017 rodó la película Perfectos desconocidos de Álex de la Iglesia.
Colaboró en la quinta temporada de la serie francesa Caïn interpretando a Annie Hoste.
En 2025, su más actual serie es Medusa de Netflix, interpretando a Bárbara Hidalgo, es una empresaria que está a punto de asumir el cargo de CEO en el conglomerado familiar que lleva el mismo nombre de la serie ‘Medusa’.

## Filmografía

### Cine
| Año  | Título                      | Personaje              | Director                                  |
| ---- | --------------------------- | ---------------------- | ----------------------------------------- |
| 1998 | Golpe de estadio            | Gomela                 | Sergio Cabrera                            |
| 1999 | Es mejor ser rico que pobre | Julia                  | Ricardo Coral                             |
| 2000 | Juegos bajo la luna         | Maruja                 | Mauricio Walerstein                       |
| 2000 | Kalibre 35                  | Akira Viani            | Raúl García                               |
| 2003 | Slam                        | Natalia                | Miguel Martí                              |
| 2005 | Los 2 lados de la cama      | Gema                   | Emilio Martínez Lázaro                    |
| 2005 | W.C.                        | Extra                  | Enio Mejía                                |
| 2005 | A golpes                    | Juanita                | Juan Vicente Córdoba                      |
| 2005 | Diario de un skin           | Mónica                 | Jacobo Rispa                              |
| 2006 | El asesino del parking      | Montse Baeza           | Isidro Ortiz                              |
| 2006 | Bienvenido a casa           | Nieves                 | David Trueba                              |
| 2010 | Una hora más en Canarias    | Mónica                 | David Serrano                             |
| 2012 | El cartel de los sapos      | Sofía                  | Carlos Moreno                             |
| 2013 | 11.6                        | Natalia                | Philippe Godeau                           |
| 2013 | Libertador                  | Manuela Sáenz          | Alberto Arvelo                            |
| 2014 | Le Règne de la beauté       | Juana                  | Denys Arcand                              |
| 2015 | Anna                        | Anna                   | Jacques Toulemonde                        |
| 2015 | Tiempo sin aire             | María                  | Samuel Martín Mateos y Andrés Luque Pérez |
| 2015 | Sanctuaire                  | María / Yoyes          | Olivier Masset-Depasse                    |
| 2016 | Acantilado                  | Helena                 | Helena Taberna                            |
| 2016 | Vientos de La Habana        | Karina                 | Félix Viscarret                           |
| 2016 | 7 años                      | Vero                   | Roger Gual                                |
| 2017 | Perfectos desconocidos      | Ana                    | Álex de la Iglesia                        |
| 2018 | Ola de crímenes             | Susana Salazar         | Gracia Querejeta                          |
| 2018 | Jefe                        | Ariana                 | Sergio Barrejón                           |
| 2019 | Imprisoned                  | Maria                  | Paul Kampf                                |
| 2019 | Close to His Chest          | Carmen                 | Pablo Guerrero                            |
| 2020 | El inconveniente            | Sara                   | Bernabé Rico                              |
| 2021 | Las consecuencias           | Fabiola                | Claudia Pinto                             |
| 2022 | Llegaron de noche           | Lucía Barrera de Cerna | Imanol Uribe                              |
| 2023 | Lobo feroz                  | Vidal                  | Gustavo Hernández                         |
| 2024 | Del otro lado del jardín    | Gloria Restrepo        | Daniel Posada                             |
| 2024 | La Fianza                   | Ana                    | Gonzalo Perdomo - Tafur                   |

### Televisión
| Año       | Título                              | Personaje                | Notas                             |
| --------- | ----------------------------------- | ------------------------ | --------------------------------- |
| 1996      | Mascarada                           | Mariana Carbo            | Canal A. 250 episodios            |
| 1998-1999 | La dama del pantano                 | Mariana Cervantes        | Caracol Televisión. 100 episodios |
| 2000      | La Reina de Queens                  | Laura Salinas            | Caracol Televisión. 53 episodios  |
| 2001-2002 | Policías, en el corazón de la calle | Bibi                     | Antena 3. 11 episodios            |
| 2002      | Hospital Central                    | Katherine                | Telecinco. 1 episodio             |
| 2002      | Javier ya no vive solo              | Beatriz                  | Telecinco. 13 episodios           |
| 2003      | El comisario                        | Patty                    | Telecinco. 1 episodio             |
| 2006      | Génesis, en la mente del asesino    | Sofía Santana            | Cuatro. 13 episodios              |
| 2008      | Mujeres asesinas                    | Marta Bogado             | RCN Televisión. 1 episodio        |
| 2008-2009 | Hospital Central                    | Sofía Carrillo           | Telecinco. 38 episodios           |
| 2010      | Adolfo Suárez, el presidente        | Carmen Díez de Rivera    | Antena 3. 2 episodios             |
| 2011      | Les beaux mecs                      | Olga Jeune               | France 2. 4 episodios             |
| 2011      | Crematorio                          | Mónica                   | Canal+. 8 episodios               |
| 2011-2012 | Hispania, la leyenda                | Aldara                   | Antena 3. 11 episodios            |
| 2013      | Familia                             | Malena Oquendo           | Telecinco. 7 episodios            |
| 2014-2015 | Velvet                              | Sara Ortega              | Antena 3. 8 episodios             |
| 2014      | Los misterios de Laura              | Virginia Pizarro         | TVE. 1 episodio                   |
| 2015      | La dama velada                      | Madame De Blemont        | Telecinco. 2 episodios            |
| 2017      | Caïn                                | Annie Hoste              | AMC. 3 episodios                  |
| 2018-2019 | Gigantes                            | Lucía                    | Movistar+. 6 episodios            |
| 2019      | Vernon Subutex                      | Pamela Kant              | Canal+ / Filmin. 5 episodios      |
| 2021      | La templanza                        | Carola Gorostiza         | Prime Video. 8 episodios          |
| 2021      | El inocente                         | Emma Durán / María Luján | Netflix. 8 episodios              |
| 2022      | Now and Then                        | Isabel                   | Apple TV+. 8 episodios            |
| 2025      | Medusa                              | Bárbara Hidalgo          | Netflix. 12 episodios             |
| 2025      | Matices                             | Ana                      | SkyShowtime. 8 episodios          |

### Cortometrajes
| Año  | Título                    | Director                               | Personaje       |
| ---- | ------------------------- | -------------------------------------- | --------------- |
| 2004 | Canciones de invierno     | Félix Viscarret                        | Marta           |
| 2012 | L'autre sang              | Francois Tchernia y François Vacarisas | Stella          |
| 2013 | Borrasca                  | Manuel Bolaños                         | Claudia         |
| 2017 | Princesa de hielo         | Pablo Guerrero                         | Carmen          |
| 2018 | El camino de la totalidad | Al Palacios                            | The Porch House |

## Premios y nominaciones
Premios Goya
| Año  | Categoría                                | Película         | Resultado |
| ---- | ---------------------------------------- | ---------------- | --------- |
| 2021 | Mejor interpretación femenina de reparto | El inconveniente | Nominada  |

Otros Premios
• 2012: Premios de la Unión de Actores y Actrices de España
Nominada: Mejor Actriz Protagonista de Televisión por Crematorio
• 2015: Ganadora del premio FIPA de Oro en el Festival de Cine de Biarritz.
• 2016: Ganadora de los Premios Macondo a la Mejor Mejor actriz principal por la película Anna
• 2016: Premio como colombiana destacada por la embajada de Colombia.
• 2016: Ganadora de los Premios Zapping a la Mejor Actriz por "Carlos, Rey Emperador"
• 2016: Premios de la Unión de Actores y Actrices de España
Nominada: Mejor Actriz Protagonista de Televisión por Velvet
• 2017: Nominada a los Premios Platino a la Mejor Interpretación Femenina por la película Anna 
• 2017: Ganadora de los Premios Fotograma a la Mejor Actriz principal por Perfectos desconocidos
• 2017: Ganadora de un premio en el Festival de cine de Cali.
• 2018:  Premios Platino del Cine Iberoamericano
Nominada Mejor Actriz de Reparto por: Perfectos desconocidos

• 2018: Premios Feroz
Nominada Mejor Actriz de Reparto en una Película por Perfectos desconocidos
• 2019: Ganadora del Premio festival de cine de Alicante.
• 2019: Ganadora del Premio Ciudad de Huelva del Festival de Huelva de cine iberoamericano.
• 2022: Ganadora del Premio Elle por Talento Femenino-
• 2023: Ganadora del India Catalina por Trayectoria Internacional.
• 2023: Reconocimiento público Cali por su trayectoria artística.
• 2023: Reconocimiento por parte de la Gobernación del Valle del Cauca por su trayectoria como actriz.

## Vida privada
Ha sido pareja del actor Ernesto Alterio, con quien tuvo a su hija Lola, nacida en 2006. Ella misma confirmó su ruptura en la presentación de la película "Jefe".